# William Higgins (chemik)
William Higgins, (ur. 1763 r. w Collooney, zm. w 1825) – irlandzki chemik, współtwórca nowożytnej teorii atomistycznej materii.
W 1789 r., w wieku 26 lat, po ukończeniu studiów na Uniwersytecie w Oksfordzie, opublikował książkę, w której poparł teorię atomistyczną Antoine-Laurent de Lavoisiera, poszerzając ją o swoje pomysły.
Był kierownikiem zbiorów mineralogicznych Dublińskiego Towarzystwa Królewskiego i od 1800 członkiem Królewskiego Towarzystwa Chemicznego. Specjalizował się w technikach wybielania tkanin.
Higgins twierdził aż do śmierci, że John Dalton dokonał przeróbek jego dzieła z lat młodości i opublikował je jako swoje przemyślenia, przypisując sobie ich autorstwo. Dalton nigdy nie przyznawał się do plagiatu i do dziś uważany jest za twórcę nowożytnej atomistycznej teorii materii. Higgins z powodu choroby nie mógł bronić swoich praw do podstaw teorii atomistycznej. W jego publikacji z młodości, Higgins wprowadził ideę oznaczania pierwiastków chemicznych literami i jak pierwszy zaproponował symbolizowanie wiązań chemicznych za pomocą linii łączącej litery oznaczające atomy określonych pierwiastków.